# Mirepeisset
Mirepeisset (okzitanisch: Mirapeisset) ist ein Ort und eine Gemeinde mit 743 Einwohnern (Stand 1. Januar 2022) im Süden Frankreichs im Département Aude in der Region Okzitanien.

## Lage
Der Ort Mirepeisset liegt am Fluss Cesse im Osten der geschichtsträchtigen Landschaft des Minervois ca. 17 Kilometer nordwestlich von Narbonne in einer Höhe von etwa 40 Metern ü. d. M. Der Canal du Midi streift die südöstliche Gemeindegrenze.

## Bevölkerungsentwicklung
| Jahr      | 1968 | 1975 | 1982 | 1990 | 1999 | 2007 | 2012 |
| Einwohner | 359  | 326  | 324  | 410  | 451  | 704  | 780  |

Im 19. Jahrhundert stieg die Zahl der Einwohner von etwa 250 auf über 500 Personen an. Die Reblauskrise im Weinbau und die Mechanisierung der Landwirtschaft führten seitdem zu einem kontinuierlichen Bevölkerungsrückgang, der seinen Höhepunkt in den 1960er bis 1980er Jahren erreichte. Die Nähe zur Großstadt Narbonne hat in den letzten Jahrzehnten wieder zu einem deutlichen Anstieg der Einwohnerzahlen geführt.
Die Bewohnerinnen des Ortes werden "Mirepeissetoises" und die Bewohner "Mirepeissetois" genannt.

## Wirtschaft
Ein Großteil der landwirtschaftlichen Flächen ist seit Jahrhunderten dem Weinbau vorbehalten; produziert werden Weiß-, Rot- und Roséweine, die über die Appellationen Pays de l’Aude, Languedoc, Minervois, Le Pays Cathare und Pays d’Oc vermarktet werden. Einige leerstehende Häuser sind zu Ferienwohnungen (französisch Gîtes d’étape) umgewandelt worden.

## Geschichte
Die Existenz einer romanischen Kirche lässt auf eine mittelalterliche Besiedlung des Ortes schließen.

## Sehenswürdigkeiten
- Die Pfarrkirche Saint-Sébastien geht auf das 11. Jahrhundert zurück, doch wurde das Innere der Kirche im 17. und 19. Jahrhundert tiefgreifend verändert. Bemerkenswert ist der Turm (tour sarrasine), der als Erster im Minervois nicht – wie sonst üblich – von einem Spitzhelm oder einem Pyramidendach bedeckt ist, sondern in einer flachen Terrasse mit Brüstungsmauer und Eckzier endet; andere Kirchen des Minervois folgten später diesem Beispiel (z. B. Cesseras u. a.). Das einschiffige Langhaus beherbergt einen sehenswerten Barockaltar und eine Barockkanzel; daneben finden sich mehrere Schnitzfiguren – darunter auch eine des hl. Sebastian.